# 반다호

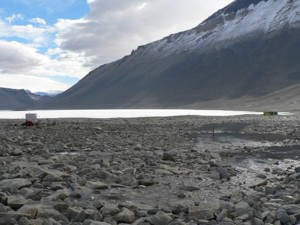
반다호

반다호(Lake Vanda)는 남극 라이트 밸리에 위치한 호수이다.
남극대륙 로스 디펜던시 빅토리아 랜드 라이트 밸리에 있는 호수이다. 호수의 길이는 5km(3.1마일)이고 최대 깊이는 69m(226ft)이다. 해안에서 뉴질랜드는 1968년부터 1995년까지 반다기지(Vanda Station)를 유지했다. 반다호는 바닷물의 10배 이상, 사해보다 염도가 높은 초염호이다. 반다호는 부분순환호수(meromictic)이기도 하다. 즉, 호수의 더 깊은 물이 더 얕은 물과 섞이지 않는다. 23 °C (73 °F)의 바닥에서 중간층인 7 °C (45 °F)까지 온도 범위가 있는 3개의 별개의 물층이 있고 상부층은 4–6 °C (39–43 °F). 이는 남극횡단산지(Transantarctic Mountains)의 얼음이 없는 계곡에 있는 많은 식염수 호수 중 하나일 뿐이다. 남극 대륙에서 가장 긴 강인 오닉스강(Onyx River)은 서쪽 내륙에서 반다호로 흐르른. 강 어귀에 기상 관측소가 있다.
이 호수는 1년 내내 3.5~4미터(11~13피트)의 투명한 빙상으로 덮여 있지만 12월 말에 녹으면 해안에서 약 50미터(160피트)까지 해자가 형성된다. 얼음의 표면은 눈으로 덮여 있지 않으며 균열과 녹은 선으로 깊게 패인 자국이 있다. 추운 달에는 해자가 다시 얼게 된다.
반다호나 오닉스강에는 어떤 종류의 물고기도 살지 않지만 시아노박테리아 녹조와 같은 미세한 생명체는 기록되어 있다. 연구 중 발생할 수 있는 자연환경에 대한 영향을 우려하여 과학 잠수 작업은 상층(30m(98ft) 이상) 작업으로 제한되며 원격 조종 수중 차량 사용은 허용되지 않는다.